# Cimitero monumentale di San Bernardino (Urbino)
Il cimitero monumentale di San Bernardino è il principale cimitero del città di Urbino, situato sul colle di San Donato, di fianco al convento eponimo.

## Storia
Sorge in quello che era l'antico orto e l'antica selva del convento francescano, risalente al primo quarto del XV secolo. Il cimitero fu istituito poco dopo la confisca dei beni ecclesiastici, in seguito all'Unità d'Italia. Nel corso del XX secolo subì diversi ampliamenti. In merito a quest'ultimi, durante gli anni settanta si progettò un ampliamento, ideato dall'artista Arnaldo Pomodoro, con la collaborazione  di Carlo Trevisi e Tullio Zini. Il progetto prevedeva grandi solchi nel terreno, che si incrociavano a formare una sorta di croce, completamente scoperti, senza nessun albero ad alto fusto intorno ai solchi. All'interno dei solchi vi sarebbero dovuti essere i vari colombari con i loculi. Verso il 1980 il progetto fu definitivamente accantonato per la forte opposizione locale. Nei decenni successivi si ebbero comunque altri ampliamenti, tra cui l'ultimo, risalente agli inizi del XXI secolo, che ha comportato anche l'apertura di un secondo ingresso al cimitero, sul lato posteriore ad est.

## Descrizione
Il cimitero si sviluppa tra la cima del colle ed un pianoro che si sviluppa dall'ingresso principale, alla base della sommità stessa del colle. L'ingresso principale è situato all'estremità orientale del convento. La cima del colle si sviluppa a sinistra dell'ingresso principale, nella parte nord, dove si trovano le cappelle delle famiglie più importanti della Urbino tra la fine del XIX e la prima metà del XX secolo, è forse il nucleo più antico del cimitero, assieme alla parte del pianoro più prossima all'ingresso principale.

## Monumenti
Cappella dei conti Petrangolini
Sorge sulla cima del colle, a pianta quadrata dall'altezza elevata, ulteriormente enfatizzata da una grande scalinata in pietra. All'interno conserva una statua raffigurante la Fede (1895ca.) di Ettore Ximenes e due dipinti di Luciano Nezzo (1889), sulle pareti laterali, raffiguranti la Carità (a destra) e la Fede (a sinistra).
Tomba Nardini
Il cippo in pietra conserva al centro un tondo col doppio ritratto del conte Zeffirino Nardini e della moglie Anna Giovannini, realizzato dallo scultore perugino Giuseppe Frenguelli, docente di scultura presso il locale Istituto di Belle Arti.

## Sepolture illustri
- Coriolano Biacchi
- Renato Bruscaglia
- Francesco Budassi
- Nunzio Gulino
- Renata Nezzo[7], Serva di Dio.
- Giambattista Pericoli, scultore e primo direttore dell'Istituto di Belle Arti delle Marche.
- Angelo Questa, direttore d'orchestra.